# 木地板

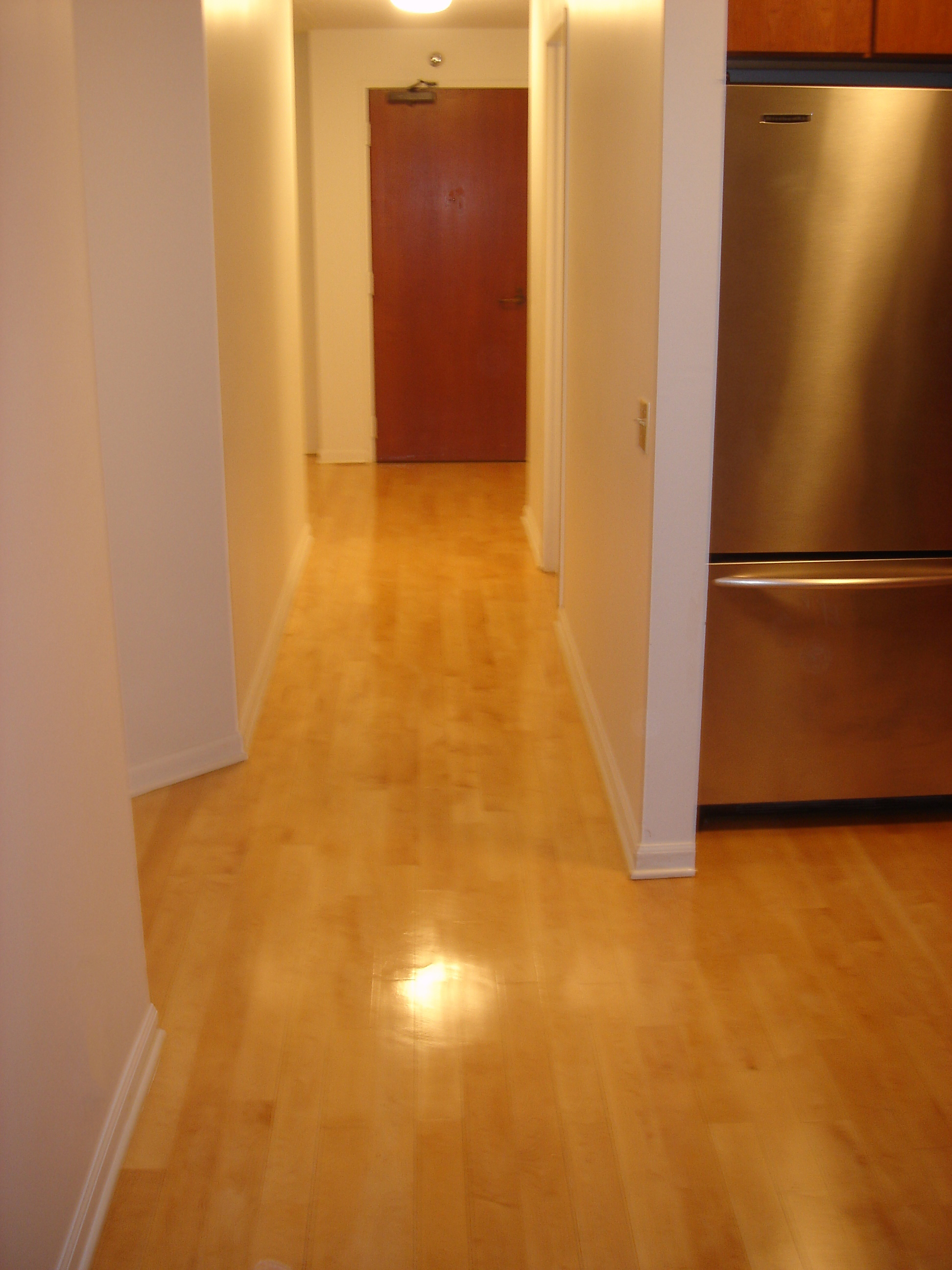
實木地板，以聚氨酯塗裝

木地板泛指以各種木材製成的地板，包括作為建築結構的一部分，或是為了裝潢美觀而鋪設者。而由草或竹材所製成的地板也常被歸入木地板。 

## 種類

### 超耐磨木地板
超耐磨木地板，又稱卡扣式木地板，表面為三氧化二鋁，基材為高密度纖維板，多採用卡扣式接合方式，超耐磨木地板鋪設方式為底下鋪上軟墊，地板再放在軟墊上即可，由於本身材質(hdf高密度纖維板)會膨脹。所以無法下釘，也無法黏膠於地面上(否則會影響其伸縮)，也因為如此原始地面需要足夠平整才適合鋪設。四周牆邊需要預留伸縮縫。一般視環境空間大小約8-12mm，收邊方式為矽利康，一字條，或是踢腳板。超耐磨地板完成多約為1cm。

### 海島型木地板
海島型木地板顧名思義即適合海島型氣候的木地板。  尤其是像台灣這種海島國家特別潮濕區域，材質膨脹係數極低，大面積施作不需要隔斷也不用預留多餘伸縮縫，異材質可以密接，令整體空間設計感更俐落，
其基材為夾板，企口式接合，標準施工底下會有夾板，企口處上釘與黏膠

### 硬木地板
硬實木地板是由一整塊木材所製切出的木板製成。硬實木地板最初是作為建築的結構，其安裝走向與建築物的支撐梁（稱為托樑或支撐架）垂直。但某些地區越來越常使用混凝土建造地板，也越來越常使用合板木地板。然而實木地板仍然相當常見，其表面較厚，可以打磨和拋光多次。 新英格蘭，加拿大東部，美國和歐洲等地，常有房屋仍在使用初始興建時的實木地板。

### 實木製造
實木地板是由單一的木材，先經烘乾或風乾後，進行鋸切。根據所需的地板外觀，可以用平切、四分之一切、裂切等方式切割木材。可將木材切割成所需的尺寸送至現場安裝，或是直接在在工廠完成成品以後送至現場。製造時要仔細控制水分含量，以避免產品在運輸和存儲過程中發生翹曲。
各家實木地板各有其特色，許多實木地板在背面有縱向凹槽，用以減低變形。實木地板大部分為19mm厚，兩端有榫與槽以便安裝。

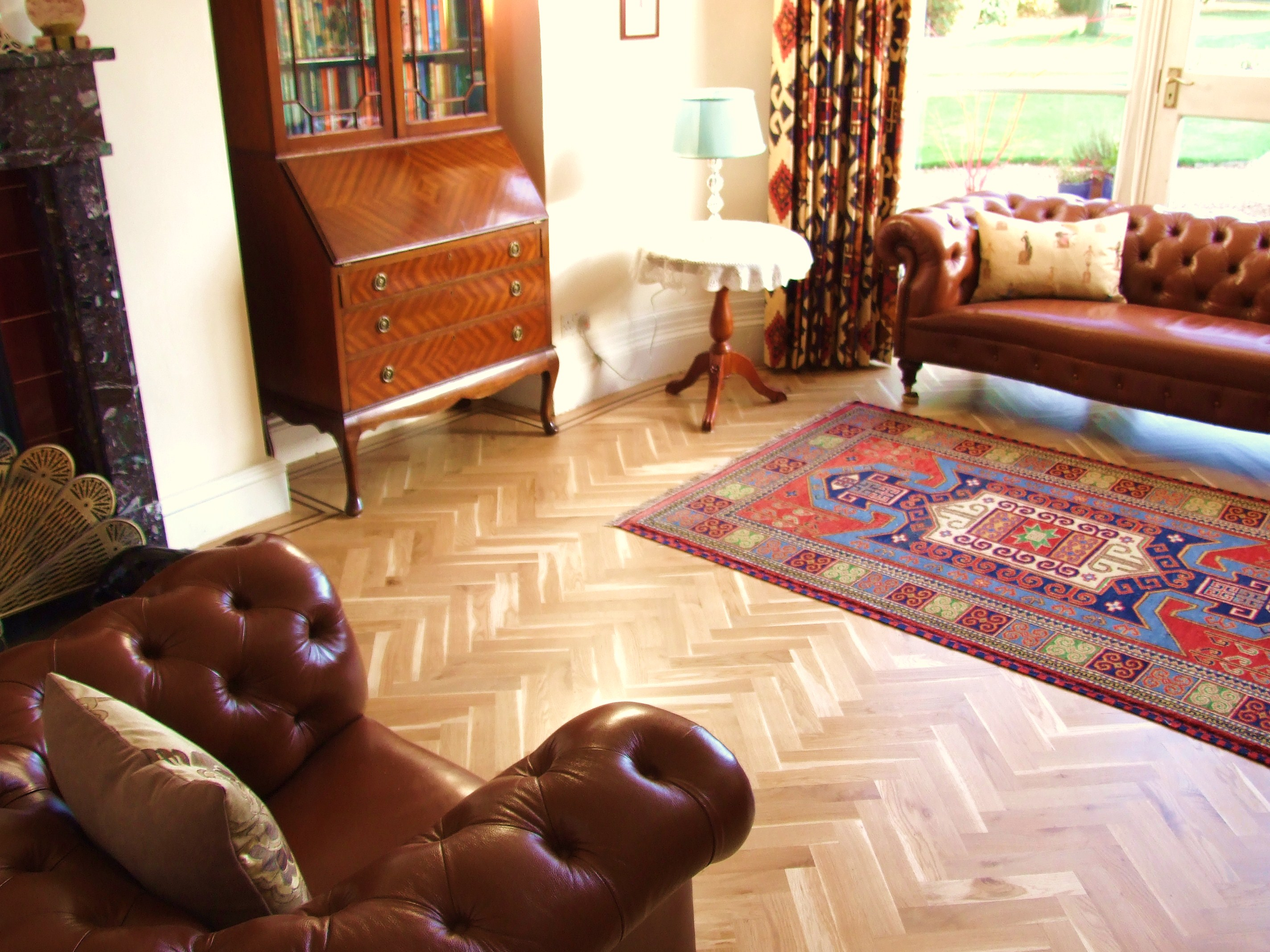
橡木人字形拼花地板

##### 製造方式

###### 旋切
此種製程先在水中煮沸原木，再以刀片從原木外側逐步削切出木片，接著將木片以高壓壓平。這種方式生產的木製地板有類似合板的紋路，而缺點是木板可能會沿其原來形狀發生彎曲變形，也要注意挑選成品的切面。 

###### 平切
製程的開始也是先在水中煮沸原木，但是改以縱向平切切出木板，不需要加壓壓平，沒有類似合板的紋路，也比較不需要注意挑選其切面。 

###### 乾式鋸切
此法不煮沸硬木原木，而是將木材保持在低溫緩慢乾燥，以除去水分，然後依照縱向平鋸切成木板。由於在製作過程中並未使用水，因此沒有上述兩種方式的切面問題，不過所損失的木材較多。

### 合板

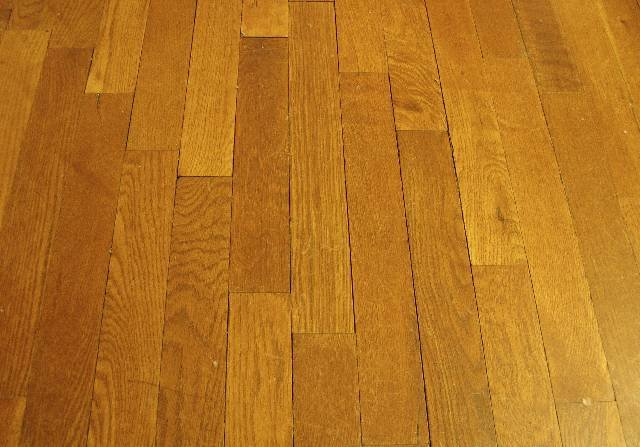
木地板常見於室內裝潢。

合板木地板由兩層或更多層的木材粘合在一起組成一塊板子。一般來說是在內層使用較便宜的木材，外層用較薄的貴重木材所組成。各層之間互相垂直排列並黏合，製造出來的合板更加穩定，而能安裝在各種樓面。合板木地板是歐洲最常見的木地板，在北美洲也越來越常見。 
木紋耐磨地板和塑膠地板常與合板木地板混淆：木紋耐磨地板是由美耐皿等塑料與纖維材料所製成的板子表面貼上木紋，而塑膠（乙烯基）地板只是由塑膠做成木板的樣子。
- 全木地板由多層木板製成；大部分合板木地板屬於此類；其材料不使用旋切的木板、聚合木、塑膠。
- 薄片地板指在中心部分使用聚合木，上覆薄層木片。
- 壓克力強化地板：以專利方式經由浸泡壓克力以硬化木片。